# Belleville (Illinois)
Belleville é uma cidade localizada no estado americano de Illinois, no Condado de St. Clair.

## Demografia
Segundo o censo americano de 2000, a sua população era de 41.410 habitantes. 
Em 2006, foi estimada uma população de 41.095, um decréscimo de 315 (-0.8%).

## Geografia
De acordo com o United States Census Bureau tem uma área de 
49,1 km², dos quais 48,8 km² cobertos por terra e 0,3 km² cobertos por água.

## Localidades na vizinhança
O diagrama seguinte representa as localidades num raio de 12 km ao redor de Belleville. 